# Козя Раван
Козя Раван (на сръбски: Козја Раван) е село в Босна и Херцеговина, разположено в община Власеница, в ентитета на Република Сръбска. Намира се на 803 метра надморска височина. Населението му според преброяването през 2013 г. е 46 души, от тях: 46 (100,00 %) сърби.

## Население
Численост на населението според преброяванията през годините:
- 1961 – 94 души
- 1971 – 101 души
- 1981 – 75 души
- 1991 – 44 души
- 2013 – 46 души